# أندي ستيرلينغ
أندي ستيرلينغ (بالإنجليزية: Andy Stirling)‏ هو لاعب كرة قدم بريطاني في مركز الوسط، ولد في 5 مارس 1990 في بيزلي في المملكة المتحدة. لعب مع دونفرملين أثلتيك ونادي ستنهاوسموير ونادي ستيرلينغ ألبيون ونادي ستيرلينغشير الشرقية.

## وصلات خارجية
- أندي ستيرلينغ على موقع قاعدة بيانات كرة القدم.إي يو (الإنجليزية)
- أندي ستيرلينغ على موقع Soccerbase.com (لاعب) (الإنجليزية)